# Лёнва (Березники)
Лёнва — село в Предуралье, было расположено в пределах современного городского округа Березники, при впадении в Каму реки Лёнва.

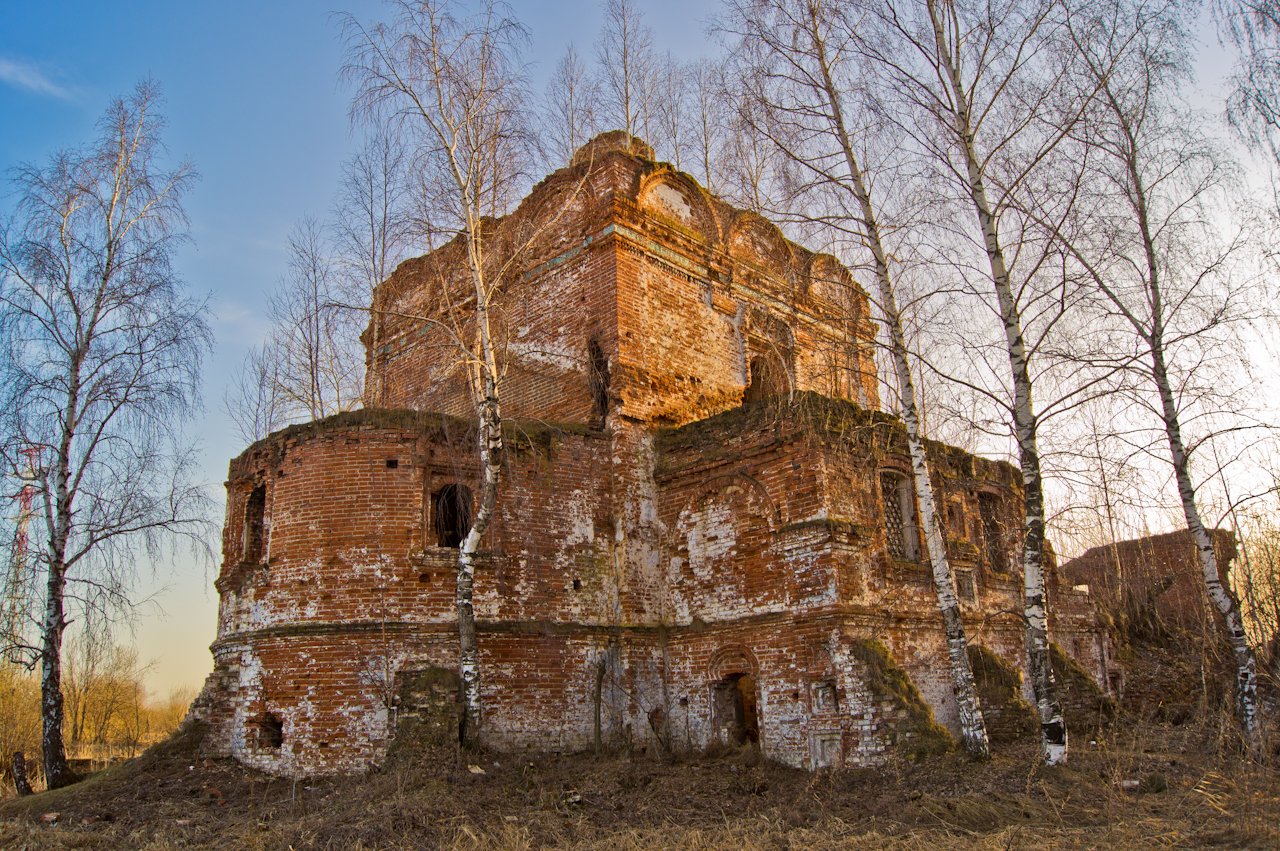
Руины Свято-Троицкой церкви.

## История
Лёнва возникла в 1610 году как поселок при солеварне балахонского купца Ивана Соколова. Затем промысел перешел к нижегородским гостям Семену Задорину и Владимиру Черкасову, которые позже продали его Михаилу Шорину. Шорин, в свою очередь, уступил солеварню в 1681 году московским гостям Шустовым и Филатьевым.
Свято-Троицкая церковь была построена в 1687-88 гг. (перестроена из дома Шустова).
В январе 1924—октябре 1925 годов Лёнва была районным центром, затем РЦ был перенесен в Усолье.
27.08.1928 г. Лёнве был присвоен статус поселка городского типа. В 1931 году в Л. проживали 7.8 тыс. жит.
Решением ВЦИК от 21 марта 1932 года образован город Березники. Село Лёнва вошло в состав города.
В 1952 году после строительства Камского водохранилища территория Лёнвы ушла под воду (возвышенность, на которой стоит Свято-Троицкая церковь, образовала остров). Жители были переселены в Березники, большая часть — на улицу Лёнвинская (59°25′04″ с. ш. 56°49′30″ в. д.).

## Известные уроженцы
- Борягин Василий Павлович (1919—1998) — российский слесарь, рационализатор, почётный гражданин города Березники, Герой Социалистического Труда.
- Онянов Леонид Васильевич (1898—1966) — генерал-лейтенант.

## Документы
«Лета 7196 (1688 г.) построена и освящена сия святая церковь во имя Святой Живоначальной Троицы, во дни благочестивейших великих государях царях и Великих князьях Иоанна Алексеевича и Петра Алексеевича… при Иоакиме патриархе Московском и всея России… в Усольском уезде меж Ленвы реки и Чашкина истока у соляного варничного промыслу гостей Василья, Григория и Никиты Федоровых Шустовых по обещанию. А соляной сей промысел заводил их человек польской породы Михаил Карпов он же и Федоров, и тот соляной промысел завелся с 7182 или от Рождества Христова 1674 г.»
Надпись на блоке серого камня из стены Ленвинской церкви. Хранится в экспозиции Березниковского историко-художественного музея.
- Постановление ЦИК РСФСР от 20 марта 1932 г. № 40 «Об объединении г. Усолье с рабочими поселками: Веретии, Дедюхиным, Ленвой, Усть-Зырянкой и Чуртаном Березниковского района Уральской области в один город „Березники“».[8]